# Сосновское (Свердловская область)
Сосновское — село в Каменском районе Свердловской области России. Входит в Каменский муниципальный округ.
Ранее было центром Сосновского сельсовета Каменского района.

## География
Село Сосновское расположено в 35 километрах к западу от Каменска-Уральского. Расположено на западном берегу Сосновского озера. Озеро относится к бассейну реки Исети. Водоём не проточный. Берега местами заболочены, западный берег более высокий. Озеро питается преимущественно за счет вод местного поверхностного и подземного стоков, а также за счет атмосферных осадков. В озере водится ротан.

## История
Первое название — деревня Сосновка. Возникло примерно в 1750 году, когда жители Камышевской слободы Соломеин, Чернышев и их товарищи построили здесь 5 домов. До строительства церкви в 1861 году относилась к Маминскому церковному приходу.
С 1781 года относилась к Маминской волости Екатеринбургского уезда Пермской губернии. В 1919−1923 годах в составе Екатеринбургской губернии. С 1926 года в составе Сосновского сельсовета Шадринского округа Уральской области.

## Население
| 1869 | 1904  | 1908  | 1926  | 2002  | 2010  | 2021 |
| ---- | ----- | ----- | ----- | ----- | ----- | ---- |
| 828  | ↗1207 | ↗2019 | ↘1327 | ↘1234 | ↘1087 | ↘964 |

Структура

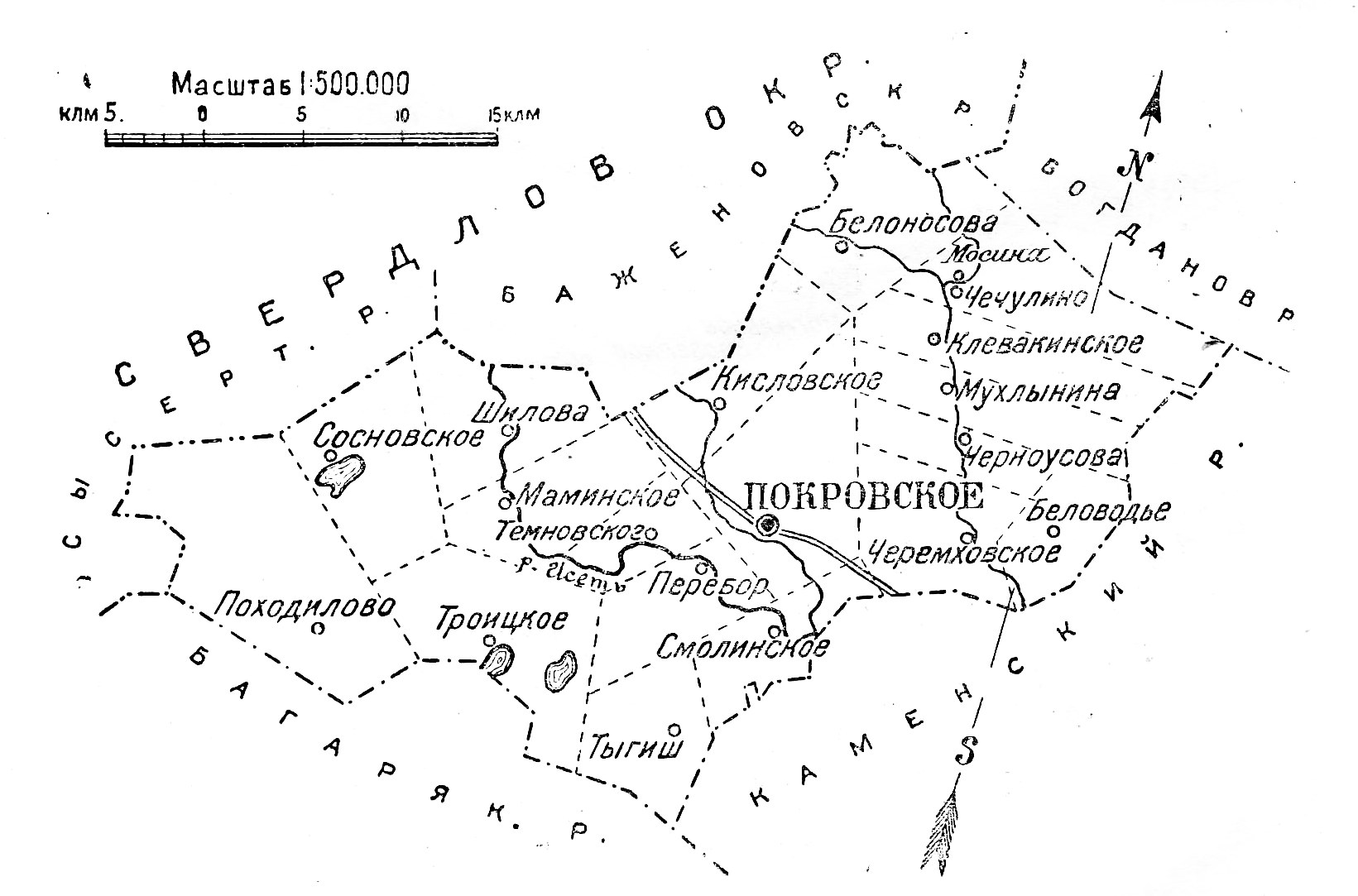
Сосновское на схеме Покровского района; 1928 год

- По данным 1904 года, 223 двора с населением 1200 человек (мужчин — 609, женщин — 591), все русские[9].
- По данным переписи 2002 года, русские составляли 94 % от общего числа жителей села Сосновского[10]. По данным переписи населения 2010 года, в селе проживали 1087 человек — 480 мужчин и 607 женщин[11].

## Инфраструктура
В селе есть школа («Сосновская средняя общеобразовательная школа»), библиотека, школа искусств («Сосновская детская школа искусств» открыта 11 сентября 1980 года решением исполкома Каменского райсовета народных депутатов как Сосновская вечерняя школа общего музыкального образования с 5-летним сроком обучения. В 1991 году Решением Каменского районного совета народных депутатов № 426 от 05.09.1991 года школа передана на государственный бюджет и преобразована в Сосновскую детскую школу искусств, включая Маминский филиал).
Работает продуктовый магазин. Проведено электричество. Подключено к центральному газоснабжению.
| Список улиц | Список улиц | Список улиц          |
| #           | Тип         | Название             |
| ----------- | ----------- | -------------------- |
| 1           | улица       | Амурская             |
| 2           | улица       | Ворошилова           |
| 3           | улица       | Гагарина             |
| 4           | улица       | Калинина             |
| 5           | улица       | Кирова               |
| 6           | улица       | Комсомольская        |
| 7           | улица       | Ленина               |
| 8           | улица       | Лесная               |
| 9           | улица       | Мира                 |
| 10          | улица       | Новая                |
| 11          | улица       | Озерная              |
| 12          | улица       | Свердлова            |
| 13          | улица       | Советская            |
| 14          | улица       | Студенческая         |
| 15          | улица       | Валентины Терешковой |
| 16          | улица       | Трубачова            |
| 17          | улица       | Чапаева              |
| 18          | улица       | Чкалова              |
| 19          | переулок    | Советский            |

Предприятия
В селе расположены и работают:
- Филиал Свердловской птицефабрики (ОАО ПТИЦЕФАБРИКА «СВЕРДЛОВСКАЯ»).
- С 2002 года — ООО «А-ФАЗА», предприятие по обработке древесины и производству изделий из дерева и пробки.
- С 2002 года — ООО «Мабл», — предприятие по добыче камня для памятников и строительства.
- С 2006 года — ООО «Олис», — предприятие по резке, обработке и отделке камня.
- С 2010 года — ООО «РПК КАПИТАЛ», рекламно-производственная компания.
- Совхоз «Сосновский»

## Транспорт
Дважды в сутки в село проходит пригородный автобус по маршруту № 102 (Каменск-Уральский — Сосновское). А также автобус маршрута № 551 (Екатеринбург — Сосновское), в зимнее время пятница, суббота и воскресение.

## Достопримечательности
Церковь Рождества Христова
В 1861 году заложена Христорождественская церковь, деревянная, 1-престольная. Первый деревянный храм строился с 1861 по 1864 годы. Освятили церковь в честь Рождества Христова в 1864 году. Сгорела в 1866 году. Каменное здание церкви было построено в начале XX века, примерно в 1915—1916 годах. Закрыта в 1939 году. Восстановление и службы начались после 2004 года. Здание церкви — оригинальный и редкий для Урала памятник церковного зодчества позднего этапа «византийского стиля».
Панов Михаил Степанович (1861 — 20 ноября 1937), первый священник церкви. В 1937 году приговорен к расстрелу.

Преподобноисповедник Иоанн Кевролетин (23 мая 1875—1961) c 1935 по 1937 годы был настоятелем Христорождественской церкви. В 1992 году его останки перенесены к алтарю Преображенской церкви Верхотурского Николаевского мужского монастыря. В 2001 году иеросхимонах Иоанн Кевролетин был причислен к сонму новомучеников и исповедников Российских, прославленных Архиерейским Собором 2000 года.
Памятник
Построен мемориал воинам Великой Отечественной войны